# Impatiens elisettae
Impatiens elisettae là một loài thực vật có hoa trong họ Bóng nước. Loài này được Eb. Fisch. mô tả khoa học đầu tiên năm 2004.